# Homunculus patagonicus
Homunculus patagonicus (Ameghino, 1894) è una specie estinta di primate platirrino, vissuta in Argentina all'inizio del Miocene.
Resti fossili di questi animali sono stati trovati nella provincia argentina di Santa Cruz, a 51° di latitudine sud: tale ubicazione geografica ne fa la specie di primate dall'areale più meridionale mai vissuta.
In base a quanto deducibile dai resti fossili, si pensa che questi animali pesassero in vita circa due chili e mezzo, per una lunghezza superiore al metro, di cui tuttavia più della metà spettava alla coda semiprensile: avevano abitudini principalmente diurne ed arboricole ed una dieta prevalentemente frugivora, pur mangiando sporadicamente foglie.
Si ritiene che questa specie sia affine alle attuali scimmie del genere Callicebus, cui somiglia molto in termini di costituzione ossea.